# Matthew Hunter
Matthew Albert Hunter (1878 Auckland, Nový Zéland – 24. března 1961 Troy, New York, USA) byl metalurg a objevitel Hunterova procesu pro výrobu kovového titanu.

## Život
Hunter se narodil v Aucklandu na Novém Zélandu v roce 1878, bakalářský (1900) a magisterský (1902) titul získal na Aucklandské univerzitě, později studoval na University College London, kde získal doktorský titul a také na dalších evropských univerzitách. Během studií v Evropě se seznámil se svou budoucí manželkou, Mary Pond, se kterou se oženil po příjezdu do Ameriky. Výrobou titanu se začal zabývat ve výzkumných laboratořích General Electric. Po hospodářské krizi v roce 1908 odešel z GE a stal se profesorem elektrotechniky na Rensselaer Polytechnic Institute (RPI) v Troy ve státě New York.
Hunter působil pět let jako vedoucí katedry elektrotechniky a podílel se na založení katedry hutního inženýrství. V letech 1935–1947 byl vedoucím katedry hutního inženýrství a v roce 1943 se stal děkanem fakulty. Katedra hutního inženýrství byla nakonec přejmenována na katedru materiálového inženýrství. V roce 1949 obdržel čestný doktorát RPI. V roce 1959 obdržel Dr. Hunter zlatou medaili Americké společnosti pro kovy jako uznání za celoživotní práci věnovanou rozvoji metalurgického a inženýrského vzdělávání. Od roku 1951 byla na RPI udělována cena Matthew Alberta Huntera za metalurgii.
Zemřel 24. března 1961 v Troy ve věku 82 let. V roce 2009 byl Matthew Hunter uveden do Síně slávy absolventů RPI.

## Výroba titanu
Titan byl objeven roku 1791 anglickým mineralogem Williamem Gregorem, ale jeho izolace byla velmi obtížná. Lars Nilson a Otto Petterson dosáhli čistoty kovu 95 %, později s využitím elektrické pece, dokázal Henri Moissan dosáhnout čistoty 98 %. Čistý titan vyrobil Matthew Hunter roku 1910 tzv. Hunterovým procesem. Základem procesu je příprava chloridu titaničitého reakcí rudy s chlorem a uhlíkem a následná redukce čistého chloridu sodíkem. Vysoká reaktivita sodíku byla příčinou nebezpečnosti tohoto postupu, redukce probíhala za vysoké teploty a tlaku, proto byla prováděna na fotbalovém hřišti v areálu RPI.
Důvodem Hunterova zájmu o titan byl předpokládaný vysoký bod tání, díky kterému by titan mohl sloužit jako náhrada uhlíkového vlákna v žárovkách. To se nakonec nepotvrdilo, ale byly objeveny jiné, perspektivní vlastnosti titanu.
Hunterův proces je velmi neefektivní a není vhodný pro velkoobjemovou výrobu titanu. Ve 40. letech 20. století byla nahrazena ekonomičtějším Krollovým procesem, který bylo možné využít i pro průmyslovou výrobu titanu.